# ブライアン・ガーフィールド
ブライアン・フランシス・ウィン・ガーフィールド（Brian Francis Wynne Garfield, 1939年1月26日 - 2018年12月29日）はアメリカの小説家。

## 経歴
ニューヨーク生まれのアリゾナ州育ち。アリゾナ大学修士課程修了。早くから小説家を志し、18歳の時には既に長編を物していたという。当初は西部小説に筆を染めたが転向、1972年に出版した『狼よさらば Death Wish』がチャールズ・ブロンソン主演で映画化されヒットしたことで一躍注目を集める。1976年、老スパイを主人公とした『ホップスコッチ』でエドガー賞 長編賞を受賞。1983年にはアメリカ探偵作家クラブ会長に選ばれている。2018年12月26日、パーキンソン病の合併症により、カリフォルニア州パサデナの自宅で死去。79歳没。

## ペン・ネーム
複数のペン・ネームを持つ。
- ブライアン・ガーフィールド
- アレックス・ホーク
- ジョン・アイヴス
- ドリュー・マロリー
- フランク・オブライアン
- ジョナス・ワード
- ブライアン・ウィニー
- フランク・ウィニー

## 著作
- 『狼よさらば』 Death Wish （1972年）
- 『ロマノフ家の金塊』 Kolchaks Gold （1974年）
- 『ホップスコッチ』 Hopscotch （1975年）
- 『反撃』 Recoil （1977年）
- 『砂漠のサバイバル・ゲーム』 Fear In A Handful Of Dust （1979年）
- 『切迫』 Necessity （1984年）
- 『犯罪こそわが人生』 The Crime of My Life （1984）

## 映像化
- 狼よさらば  Death Wish （1974年）
- 大いなる決闘  The Last Hard Men （1976年）
- リレントレス・若妻誘拐  Relentless （1977年）　TV映画
- ホップスコッチ／或るエリート・スパイの反乱  Hopscotch （1980年）
- 裏切りの激走  Necessity （1988年）
- 狼の死刑宣告  Death Sentence （2007年）
- デス・ウィッシュ  Death Wish （2018年）

## 映画原案
- ロサンゼルス  Death WishⅡ  (1982) ※オリジナル原案
- LEGS／コーラスライン'87  Legs (1983)　TV映画
- スーパー・マグナム  Death WishⅢ  (1985)
- W/ダブル  The Stepfather (1987)
- バトルガンM‐16   Death WishⅣ:The Crackdown(1989)  ※オリジナル原案
- ステップファーザー2/危険な絆  StepfatherⅡ:Make Room Fr Daddy (1989)
- 狼よさらば 地獄のリベンジャー  Death WishⅤ:The Face of Death (1993) ※オリジナル原案
- ステップファーザー 殺人鬼の棲む家  StepfatherⅢ:Father's Day (2009) ※オリジナル原案